# العبيدة (تبن)

تعديل مصدري - تعديل

العبيدة هي إحدى قرى عزلة الحوطة بمديرية تبن التابعة لمحافظة لحج، بلغ تعداد سكانها 336 نسمة حسب تعداد اليمن لعام 2004.